# 1563.
◄ | 15. stoljeće | 16. stoljeće | 17. stoljeće | ►
◄ | 1530-ih | 1540-ih | 1550-ih | 1560-ih | 1570-ih | 1580-ih | 1590-ih | ►
◄◄ | ◄ | 1560. | 1561. | 1562. | 1563. | 1564. | 1565. | 1566. | ► | ►►
Arhitektura • Astronomija • Glazba • Kazalište • Kiparstvo • Knjige • Književnost • Kršćanstvo • Medicina • Politika • Pravo • Promet • Slikarstvo • Znanost

## Događaji
- Izgrađena je španjolska utvrda Sutvrač na otoku Lopudu.[1]

## Smrti
- 1. prosinca – Andrija Medulić "Schiavone", renesansni slikar i grafičar (* oko 1510. – 1515.)

## Vanjske poveznice
|  | Zajednički poslužitelj ima još gradiva o temi 1563. |